# Дервишкадич, Эмир
Эмир Дервишкадич (норв. Emir Derviškadić; Пустой шаблон {{ВД-Преамбула}} ) — норвежский и боснийский футболист, полузащитник «Хёугесунна», выступающий на правах аренды за шведский «Оддевольд».	

## Клубная карьера
Начинал заниматься футболом в клубе «Спарта Сарпсборг», откуда затем перешёл в юношескую команду «Сарпсборг 08». 19 декабря 2020 года дебютировал за основной состав клуба в матче чемпионата Норвегии против «Молде», появившись на поле на 81-й минуте вместо Мохамеда Офкира. В августе 2021 года перешёл в «Старт» из Кристиансанна, с которым подписал контракт, рассчитанный на три с половиной года.
В январе 2024 года перешёл в «Хёугесунн». Первую половину сезона провёл на правах аренды в «Саннес Ульф». В марте 2025 года отправился в аренду в шведский «Оддевольд». Соглашение предусматривалось на сезон 2025 года с возможностью выкупа. 31 марта дебютировал за клуб в Суперэттане в игре против «Умео».

## Карьера в сборной
Выступал за юношескую сборную Боснии, за которую провёл два товарищеских матча в 2020 году.
В 2023 году в составе сборной Норвегии до 20 лет принимал участие в Элитной лиге, в которой провёл два матча.